# Camera Work
A Camera Work 1903 és 1917 között megjelent fotóművészeti folyóirat, melyet Alfred Stieglitz amerikai fotográfus alapított és szerkesztett. A folyóirat a Stieglitz által 1902-ben alapított Fotó-szecesszió művészeti csoport fórumaként szolgált, azzal a szándékkal, hogy a fotográfiára mint a művészet egy formájára tekintsenek. A negyedévente megjelenő lapban a kor meghatározó fotográfusainak és az amerikai és európai avantgárd képviselőinek művei mellett kritikák, recenziók, tanulmányok kerültek bemutatásra. A Camera Work idővel az egyik legmeghatározóbb művészeti folyóirat lett az Egyesült Államokban.

## Előzmények, alapítás

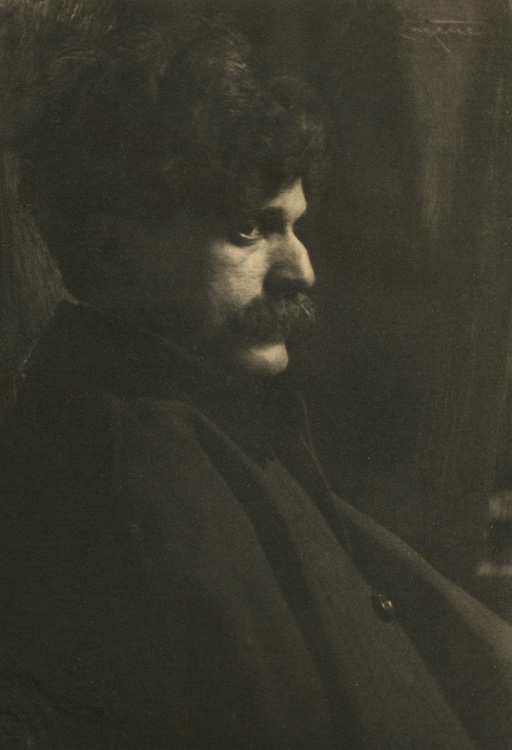
Mr. Alfred Stieglitz, Camera Work 25 (Frank Eugene, 1909)

Stieglitz 1897-ben részt vett az Amateur Photographers Society és a New York Camera Club közös társasággá szervezésében. A két szervezet The Camera Club of New York néven egyesült. Stieglitz lett a szervezet alelnöke, valamint 1897 és 1902 között a társaság által kiadott új lap, a Camera Notes főszerkesztői feladatait látta el. Szerkesztői munkássága alatt a folyóirat egyike lett Amerika legmeghatározóbb orgánumainak, melyben a társaság tagjai és mások mutathatták be fotográfiáikat. Oldalain olyan művészek munkái jelentek meg, mint Alvin Langdon Coburn, Fred Holland Day, Frank Eugene, Gertrude Käsebier, Adolphe de Meyer, Clarence Hudson White vagy Edward Steichen. A képek mellett kritikák és esszék is helyet kaptak, melyeknek szerzői európai publicisták, hazai művészek és kritikusok voltak. A Camera Notes sikere a jó minőségű illusztrációknak és fotográfiáknak volt köszönhető, melyek Stieglitz személyes elvárásai szerint készültek.
Stieglitz 1902 februárjában megalapította a fotószecesszió (Photo-Secession) csoportot, mely egy az Akadémiától független művészeti szerveződés volt. A név utalás volt a Németországban és Ausztriában működő szecesszionistákra. Még ugyanebben az évben kiállítást szervezett a New York-i National Arts Clubban American Pictorial Photography Arranged by the Photo-Secession címmel. Stieglitz a Camera Notes utolsó, általa szerkesztett számában kritikákat közölt a kiállításról, valamint közzétett egy hosszú szerkesztői cikket a mozgalomról. Stieglitz a fotográfiára mint a művészi kifejezési egyik lehetséges formájára tekintett, de a Camera Club idősebb, konzervatív tagjai ezzel ellentétben műszaki folyamatként értelmezték azt. 1902 júniusában főszerkesztői posztjáról lemondott, mert úgy érzete, hogy nagyobb szerkesztői szabadságra van szüksége. A Camera Clubbal való konfliktusa miatt egy saját lap alapításában gondolkodott, ebben barátja Joseph Keiley is támogatta. Az új lapnak a Camera Work nevet adta, ami a fényképészek korabeli elnevezéséből a Camera Workers (kameramunkás) szóösszetételből eredt. A fényképészekre akkoriban nem mint művészekre, hanem mint munkásokra tekintettek. Stieglitz egy személyben látta el az új lap főszerkesztői és kiadói feladatait. Munkájában korábbi kollégái, Dallett Fuguet, John Francis Strauss valamint Keiley voltak a segítségére. Fuguet és Keiley a szerkesztési munkák mellett cikkeikkel, valamint fotográfiáikkal is hozzájárultak a folyóirathoz. Új folyóiratában a Camera Notesban képviselt koncepciót szándékozott továbbvinni, melyre több szempontból is mint a Camera Work előfutárára tekintenek. A lapban Stieglitz elsősorban saját kollégáinak munkáit jelentette meg, emellett fotográfiáról, a művészet új irányzatairól szóló cikkeket valamint a művészek kiállításairól szóló beszámolókat is közölt.

## Kivitelezés

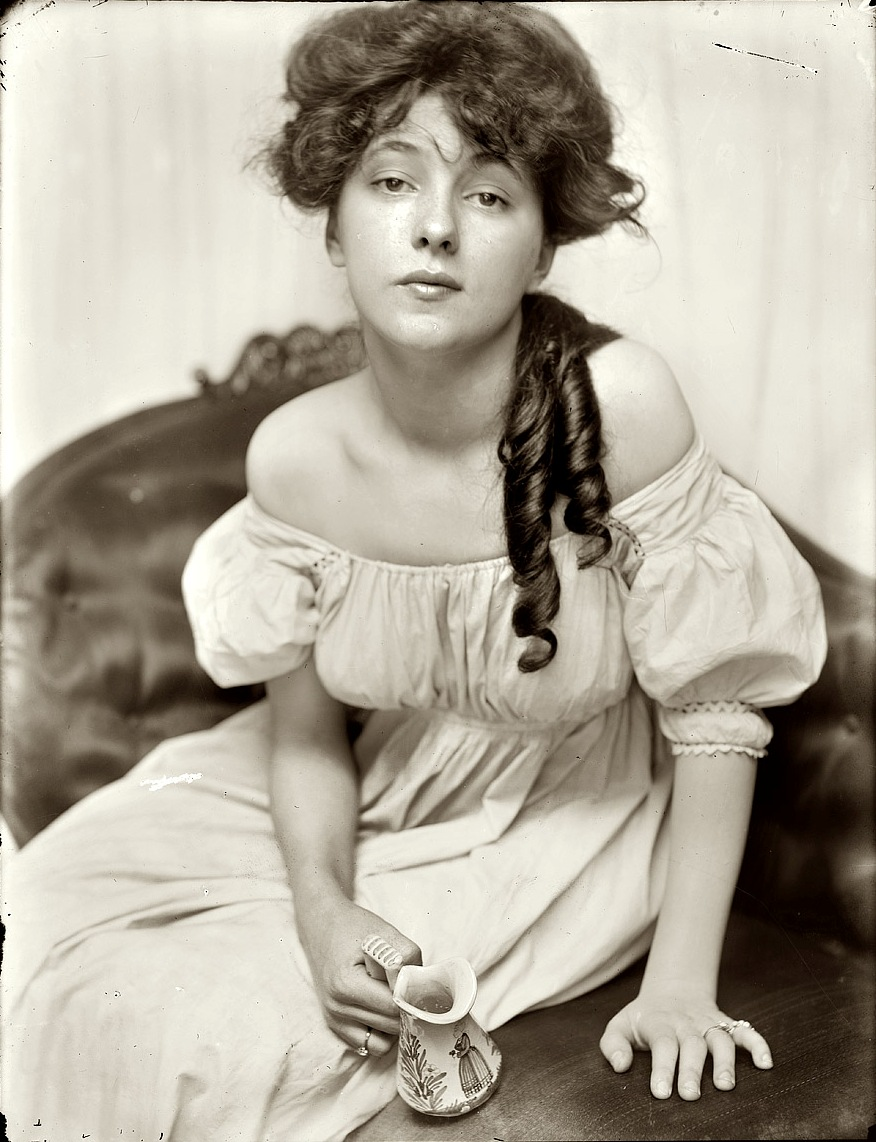
Portré (Miss N.), Camera Work 1 (Gertrude Käsebier, 1903)

Stieglitz felkérésére Edward Steichen tervezte a szürkészöld színű borítót, melyen a lap címe, a kiadói információk és a lap száma volt feltüntetve. „Negyedéves fotográfiai lap, szerkesztő és kiadó Alfred Stieglitz, New York” – olvasható a címlapon. A Camera Work belső tipográfiáját – ami nem változott a tizennégy év alatt – William Morris munkája alapján szintén Steichen tervezte: a lapokon széles margóval megjelenő szövegek fekete betűszínnel voltak nyomtatva, a bevezetők piros színű iniciáléval kezdődtek.
A folyóirat legfontosabb részei az illusztrációk voltak, melyekre Stieglitz nagy gondot fordított. A megjelenő fotográfiákat és más munkákat a lehető legjobb minőségben szerette volna publikálni. Ehhez a legmegfelelőbbnek a fotogravűr eljárást tartotta: a lapban megjelent illusztrációk jelentős része így készült. A fotogravűrök lehetőség szerint az eredeti negatívok, esetenként az eredeti nyomatok alapján készültek. A negatívok esetén ez a tény fel volt tüntetve a képnél a lapban, így ezek a fotogravűrök tulajdonképpen eredeti nyomatoknak is tekinthetőek voltak. A képek, melyeket japán papírra nyomtattak pauszpapír fedőlapot kaptak. A fotogravűröket színes papírra helyezték, melyek színeit gondosan választották ki, hogy a fotográfiák képi világához, hangulatához illeszkedjenek. Az illusztrációk üres oldallal voltak elválasztva a szövegektől. Stieglitz kezdetben autotípiával is próbálkozott, amely költségtakarékosabb eljárás volt a fotogravűr eljáráshoz képest, azonban Stieglitz számára a minőség fontosabb volt, mint az ár. A fotogravűrök mellett az illusztrációk egy része duplex nyomtatással, kézi színezéssel, vagy többszínű kollotípia formájában jelentek meg.
A lapot Stieglitz saját vagyonából finanszírozta. Célja nem a profitszerzés volt, sőt a Camera Work inkább veszteséget termelt. Sem Stieglitz, sem munkatársai nem kaptak fizetséget munkájukért, a fotósoknak sem fizettek tiszteletdíjat műveik publikálásáért. Sőt úgy vélte, hogy ha a lap nyereségessé válna, akkor az „a művészi szabadság elvesztésével” járna. Célja a művészek munkájának minél pontosabb reprodukálása volt. Csak a fotográfiák legjobbjait akarta bemutatni, melyekről a legjobb kritikák írtak. Stieglitz erről így írt az első szám előszavában: „Miközben a fotográfia elsősorban monokróm folyamat, a művészi szépséget a tónusok és az értékek határozzák meg. Ezért rendkívül fontos, hogy a fotográfiák reprodukciói különös gondossággal és érzékenységgel készüljenek, hogy az eredetik szelleméhez hűek maradjanak. [...] Ilyen figyelemmel fognak készülni a »Camera Work« valamennyi számának illusztrációi.”

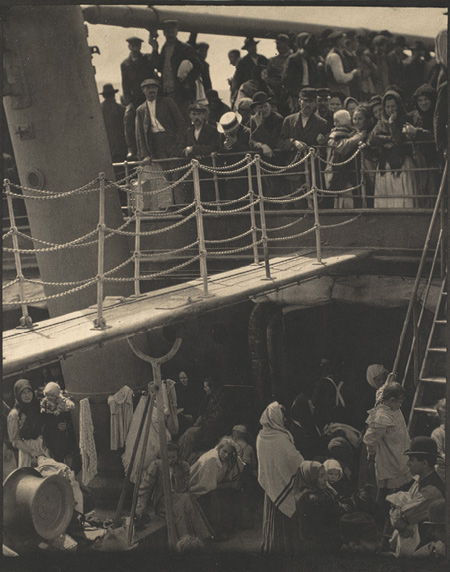
A fedélköz, Camera Work 36 (Alfred Stieglitz, 1907)

A Camera Workben hirdetések, reklámok is helyet kaptak, azonban ezeket szigorúan a lap tartalmától elkülönítve a hátsó borítón jelentek meg, melyeket maga Stieglitz szerkesztett és tervezett. A hirdetésekhez ugyanazt a betűtípust használták, amit a címoldalhoz. A hirdető cégek között rendszeresen megjelent többek között az Eastman Kodak, a Bausch & Lomb, Schering és a Graflex kamera. Az Eastman Kodak majdnem mindegyik lapszámban hirdetett. Stieglitz a lap nonprofit jellegét megőrizendő korlátozta a lapban megjelenő hirdetések számát.
A nyomdai munkákat első alkalommal a New York-i Photochrome Engraving Company végezte. A később lapszámokat a Manhattan Photogravure Company, a glasgow-i T. & R. Annan & Sons, valamint Frederick Goetz müncheni cége a Verlagsanstalt F. Bruckmann végezte. Goetzöt Stieglitz még New Yorkban ismerte meg, amikor a Heliochrome Company-nél (a későbbi Photochrome Engraving Company) dolgozott. Goetz visszatért Európába és a Bruckmann-nál helyezkedett el. Ez a nyomda volt Európában az egyetlen Anglián kívül, mely rendszeresen vállalni tudta fotogravűrök nyomtatását. A londoni J. J. Waddington nyomda csupán egy lapszámot – Frederick H. Evans munkáit bemutató 4-diket – készíthette el: az elvégzett munka nem felelt meg Stieglitz magas elvárásainak, ezért nem kaptak további megrendeléseket. A szövegeket 1908. júliusáig a The Fleming Press nyomtatta, később a Rogers and Company. A lapszámok kötését a New York-i Knickerbocher Bindery végezte.
A folyóiratnak már megjelenése előtt 687 előfizetője volt. Stieglitz ragaszkodott ahhoz, hogy az előfizetők számától függetlenül minden lapszám legalább 1 000 példányban kerüljön kinyomtatásra. Az előfizetési díj kezdetben évi 4 dollár, egy lapszám ára pedig 2 dollár volt, a postai kézbesítés további 50 centbe került. Később duplájára emelkedett az újság ára. 1911-ben pedig egy lapszám már 15 dollárba került, a legdrágább – 17,50 dollár – az utolsó lapszám volt, melyben Paul Strand fotográfiái szerepeltek. Az előfizetők száma a kezdeti években 650 fő körül volt, de a Camera Work olvasóközönsége a kezdetektől apadt, ami leginkább az 1910. utáni lapszámoktól vált érzékelhetővé: Stieglitz a fotográfiák mellett fokozatosan teret engedett a művészet más formáinak is, festményeket, rajzokat és grafikákat közölt a folyóiratban. 1912-re az előfizetők száma 304 főre esett vissza. Az utolsó évben a lap példányszáma nem haladta meg az 500 db-ot, és mindössze 36 (sic!) előfizetést tartottak nyilván.

## Története

### A kezdetek (1903–1906)

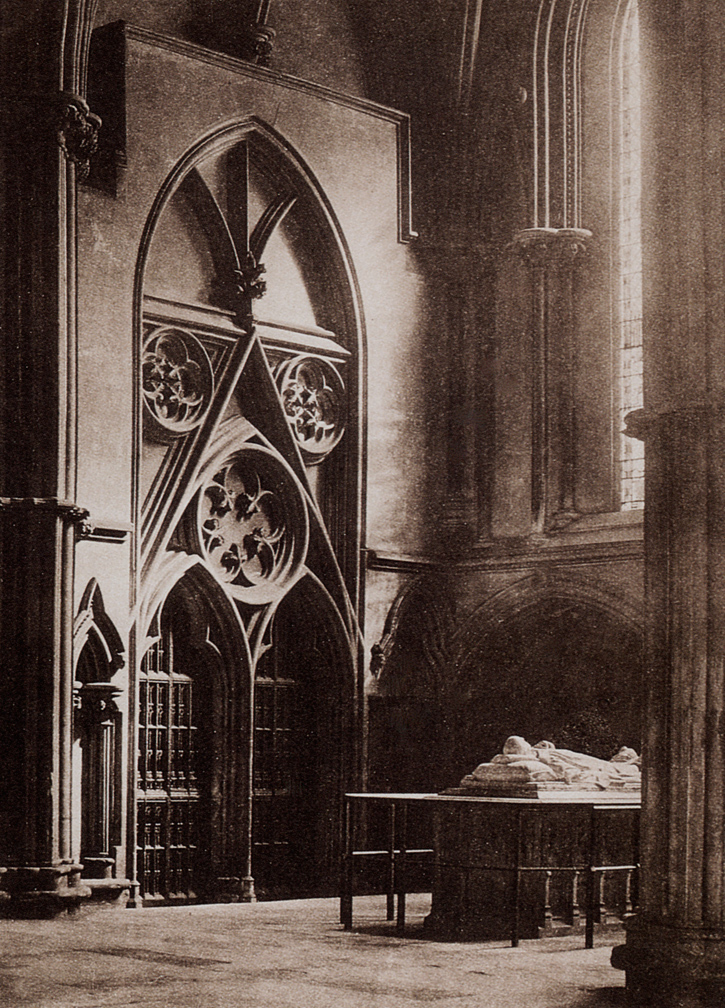
York Minster: 'In Sure and Certain Hope', Camera Work 4 (Frederick H. Evans, 1903)

A Camera Work első, 1903 januári száma 1902 decemberében jelent meg. A lapban Gertrude Käsebier hat fotográfiája (Dorothy; The Manger; Blessed Art Thou Among Woman; Portrait (Miss N.); The Red Man; Serbonne) kapott helyet, Alfred Stieglitz Az ember keze (1903) és A. Radclyffe Dugmore A Study in Natural History (1903) című munkájának társaságában. Továbbá D. W. Tryon és Pierre Puvis de Chavannes egy-egy festménye. Charles H. Caffin és Frances Benjamin Johnston Käsebierről írt kritikája került a lapba, Joseph T. Keiley, Sidney Allan és Otto Walter Beck a fotográfia és a festészet esztétikájáról írtak míg Wild Calby a londoni Salon kiállításáról írt beszámolót. Rövid írások jelentek meg Eva Watson-Schützétől, Edward Steichentől és Dallett Fuguettől.
A Camera Work egyik célja az volt, hogy az 1902-ben megalapított fotószecesszió nevű szerveződés fórumaként a fotográfiát mint lehetséges művészeti formát támogassák. A lapot az amerikai piktorializmus független orgánumának szánta Stieglitz: „A Camera Work egyetlen szervezethez vagy csoporthoz sem kötődik, és bár a Photo-Secession képviselője, ez a lap a függetlenségét a legkevésbé sem fogja korlátozni.” Ez az elképzelés sajnos nem volt megvalósítható. A megjelent munkák jelentős része a mozgalom tagjainak és a hozzájuk kötődő művészek munkái közül került ki, az új tehetségeknek viszonylag kevés teret engedve. Ezen kevesek egyike Edward Steichen volt, akinek összesen 68 munkája lett publikálva a folyóirat oldalain.
Stieglitz 1905-ben megalapította a Little Gallery-t, erről a lap 1906-ban megjelentetett 14. számban adtak hírt. A Little Gallery később új helyre költözött az Ötödik sugárúton. Később a galériának helyet adó épület házszáma után 291 néven vált ismertté. Az első kiállításon a Photo-Secession tagjainak munkáit mutatták be. A galéria jelentős szerepet töltött be Stieglitz életében és befolyással volt a Camera Workre is, mely a 14. számtól gyakorlatilag összefonódott a 291-gyel. Bár Stieglitz alapvető szándéka az volt, hogy a lap és a galéria külön legyen választva, de azt, hogy a kiállításon és a lapban is eltérő munkák jelenjenek meg csak ritkán sikerült megoldani.

### Új tematika (1907–1913)

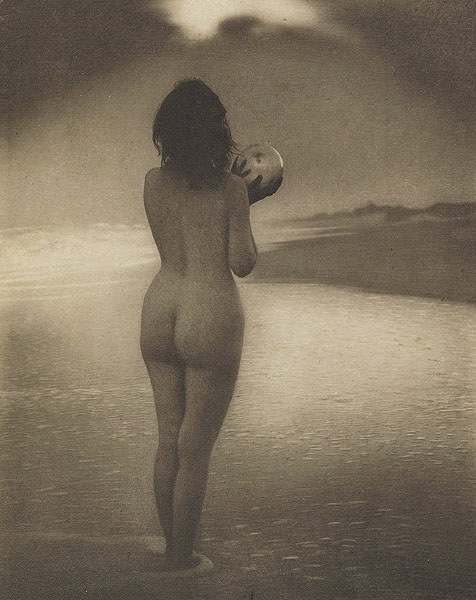
Dawn, Camera Work 26 (Alice Boughton, 1909)

Stieglitz több alkalommal látogatott el Európába, ahol megismerkedett az európai művészet új irányzataival, melyek nagy hatással voltak rá. Több művésszel is találkozott, köztük Matisse-szal és Rodinnel. Egyik európai útja során, 1907-ben készítette el legismertebb felvételét A fedélközt, melyet évekkel később a lapban publikált először. 1908 januárjában a 291 galériában 58 rajzot állított ki Rodintől. Mindezt Matisse műveinek bemutatása követte nem sokkal ezután. Stieglitz érdeklődése a festészetre összpontosult.

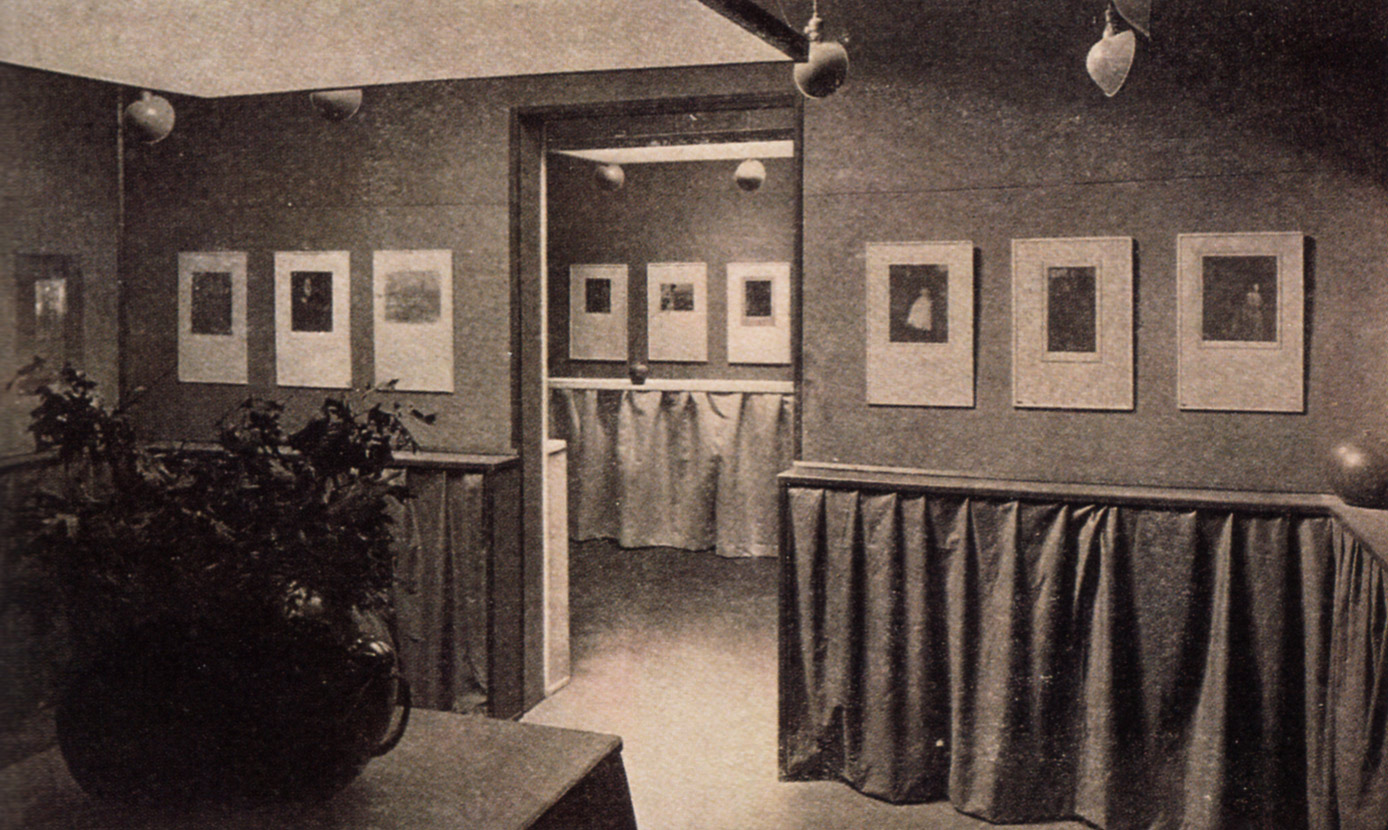
Gertrude Käsebier és Clarence H. White kiállítása a 291 galériában 1906-ban

A lap 29. számában, eltérően a korábbi koncepciótól nem csak fotográfiák kerültek publikálásra: négy karikatúra jelent meg Marius de Zayas mexikói művésztől. Ettől kezdve a művészeti egyéb formái is helyet kaptak a lapban, festmények, grafikák, karikatúrák, rajzok jelentek meg és cikkek, ez a változás fordulópontot jelentett a folyóirat életében. A Camera Work szemléletváltásával egy időben a 291 galériában is nagyobb hangsúlyt kaptak a fotográfiák mellett más műalkotásoknak is. Olyan avantgárd művészek mutatkozhattak be, mint Matisse vagy Rodin.
Az 1911-ben megjelent duplaszámban Rodin rajzai mellett Picasso és Cezanne munkáit publikálták. A modern művészet bemutatása a lapban merész lépésnek számított az előfizető tábor többségét alkotó fotográfusokkal szemben, akik nemtetszésüket azzal fejezték ki, hogy közel felük visszamondta előfizetését. Az előfizetők száma 1912-re drasztikus mértékben, nagyjából a felére csökkent. Stieglitz ennek ellenére nem szándékozott változtatni szerkesztői koncepcióján, sőt egy sajátos megoldást választott: hogy növelje a lapszámok piaci értékét, és ezzel új előfizetőket szerezzen az egyes lapszámok egy részét a fontosabb intézményeknek ajándékozta (New York Public Library, The Royal Photographic Sicety) a felesleges példányokat megsemmisítette. Bár a lapszámok ára jelentősen nőtt, az előfizetők számának fogyását azonban nem tudta megakadályozni.

### Utolsó évek (1914–1917)

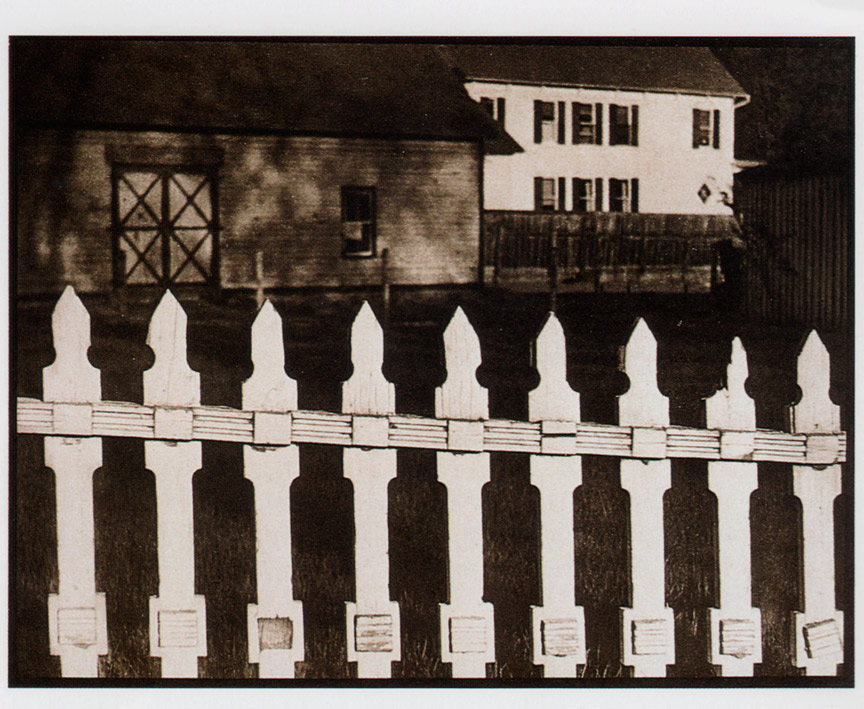
A kerítés, Camera Work 49/50 (Paul Strand, 1917)

Az előfizetők további csökkenéséhez hozzájárult az első világháború kitörése is, melynek következtében a fotogravűrök előállítási költségei növekedtek. 1914-től 1917-ig mindössze 6 lapszám jelent meg. A 47. számban kizárólag szövegeket és olvasói leveleket közöltek. Három évvel korábban Stieglitz megkérte barátait, hogy mondják el mit jelent a 291 galéria. A beérkezett 68 levelet egytől egyig szerkesztetlenül közölte le a lapban. Az érdeklődés megváltozását jól jelzi, hogy a beérkezett írásokból mindössze négyet írt fotóművész, a többség festőktől, illusztrátoroktól és kritikusoktól érkezett. Ez a lapszám volt az egyetlen, melyben nem szerepelt semmilyen illusztráció. Steichen így írt a lapban: „Az elmúlt egy évben, vagy kettőben, úgy tűnik számomra a 291 [Galéria] csak egy helyben topogott. [...] nem is látok más okot [...] ami magyarázná a »Camera Work« ezen számának megjelenését, mint az, hogy a 291 nem találta a helyét.”
Paul Haviland javaslatára Stieglitz időközben egy másik lap indításába is belefogott: 291 címmel havonta megjelentett folyóirat az azonos nevű galériáról informálta az érdeklődőket. Az 1915 márciusában elindított rövid életű médium – az utolsó szám 1916. elején jelent meg – rengeteg időt és energiát vett igénybe. Ez idő alatt ismerkedett meg későbbi élettársával, Georgia O’Keeffevel.
A Camera Work következő száma csak 16 hónappal később, 1916 októberében jelent meg. Stieglitz egy fiatal művész – Paul Strand – munkái közül hat fotográfiát mutatott be. Strand a piktorialisták szimbolikus tartalmaival szemben új látásmódot képviselt: a tiszta vonalak és a hétköznapi formák szépségét mutatta be.
Az utolsó két szám, 1917 júniusában duplaszám formájában jelent meg, melyet Stieglitz teljes egészében Strand munkáinak szentelt: tizenegy fotográfiát közölt a művésztől. Az eredeti elképzelés szerint a 49/50. szám nem az utolsó lett volna. Erre utal, hogy a bejelentése is, hogy a következő alkalommal O’Keefe alkotásaiból mutat be válogatást. Nem sokkal később azonban, a folytatás kérdésessé vált. Stieglitzben tudatosult, hogy egyszerre nem tudja finanszírozni a Camera Worköt és a 291 galériát. Ebben szerepet játszottak a világháború eseményei és a New York-i művészeti életben lezajló változások is. Végül Stieglitz hivatalos értesítés és bejelentés nélkül még 1917-ben mind a Galéria, mind a folyóirat megszüntetése mellett döntött.

### A lap utóélete
A 291 galéria bezárása után a Camera Work nagy mennyiségű eladatlan példányai voltak Stieglitznél. A megmaradt példányok egy részét 1930-ban különböző intézményeknek adományozta, a maradék közel 1 000 példányt pedig elégette. A Photo Secession 600 fotóból álló archívumát 1933-ban a New York-i Metropolitan Művészeti Múzeumnak adományozta, mert úgy vélte, hogy a fotográfia ezen irányzata nem képvisel értéket. A Camera Work meglévő példányai a régi előfizetők gyűjteményéből származik. A lap egyes példányai a párizsi Musée d’Orsay-ban, a washingtoni National Gallery of Artban, a Cleveland Museum of Artban, a rochesteri George Eastman House-ban, a canberrai National Gallery of Australia-ban, valamint Metropolitan Művészeti Múzeum gyűjteményeiben találhatóak meg.
A Camera Work teljes újranyomtatott változatát a Kraus Reprint adta ki 1969-ben.

## Lapszámok
A Camera Worknek 1903–1917 között összesen 53 lapszáma jelent meg, ezek közül három nem számozott különkiadás volt: 1906 áprilisában a Steichen különszám, valamint az 1912 augusztusában és az 1913 júniusában megjelent számok, melyekben fotográfiák helyett Matisse, Picasso, Van Gogh és Francis Picabia festményei, rajzai jelentek meg. Három duplaszámot is kiadtak: a 34–35. szám, 42–43. szám és 49–50. szám.
A folyóiratban publikált 473 fotográfiából 357-et tizennégy fotóművész készítette: Alfred Stieglitz, Edward Steichen, Frank Eugene, Clarence H. White, Alvin Langdon Coburn, J. Craig Annan, David Octavius Hill, Baron Adolf de Meyer, Heinrich Kühn, George Seeley, Paul Strand, Robert Demachy, Gertrude Käsebier és Anne Brigman. A többi fotográfiát 39 fotóművész munkája közül választották ki.
Több fotóművész munkáinak szenteltek teljes lapszámot. Edward Steichen munkáinak öt alkalommal: Camera Work 2 (1903. április), Camera Work 14 (1906. április), Steichen különszám (számozatlan) (1906. április), Camera Work 22 (1908. április) és 42 (1913. április, július). Frank Eugene-nek két alkalommal, míg további nyolc művésznek egy-egy alkalommal: Alwin Langdon Coburn, Clarence H. White, Heinrich Kühne, David Ocatavius Hill és Robert Adegan, Baroz Adolf de Meyer, James Craig Annan, Paul Strand.

## Fordítás
Ez a szócikk részben vagy egészben  a   Camera Work című angol Wikipédia-szócikk ezen változatának fordításán alapul.  Az eredeti cikk szerkesztőit annak laptörténete sorolja fel. Ez a jelzés csupán a megfogalmazás eredetét és a szerzői jogokat jelzi, nem szolgál a cikkben szereplő információk forrásmegjelöléseként.
Ez a szócikk részben vagy egészben  a   Camera Work című német Wikipédia-szócikk ezen változatának fordításán alapul.  Az eredeti cikk szerkesztőit annak laptörténete sorolja fel. Ez a jelzés csupán a megfogalmazás eredetét és a szerzői jogokat jelzi, nem szolgál a cikkben szereplő információk forrásmegjelöléseként.